# Bettina Bürkle
Bettina Bürkle (geboren 1961 in Heilbronn) ist eine bildende Künstlerin. In ihren Arbeiten beschäftigt sie sich vor allem mit den Themen Umgebungswahrnehmung, Raumwahrnehmung und urbane Großstadtarchitektur. Ihre Kunstinstallationen bestehen aus geometrischen Elementen wie farbigen Acrylglasscheiben oder Holzboxen, die in ihren seriellen Anordnungen Bezug zu architektonischen Themen aufnehmen.

## Leben
Bürkle besuchte von 1981 bis 1989 die Staatliche Akademie der Bildenden Künste Stuttgart. Danach folgten Arbeitsaufenthalte in New York und Paris. die ihre Arbeit prägten. Heute lebt und arbeitet sie zusammen mit ihrem Partner in Ostfildern, Deutschland.
Während ihres Studiums erhielt Bürkle Aufmerksamkeit durch Preise und Stipendien. Nach ihrem Studium folgte ihre erste Einzelausstellung in der Willoughby Sharp Gallery in New York. Seitdem hat sie zusammen mit ihrem Partner Klaus Illi jährlich Soloausstellungen im In- und Ausland. Daneben findet sie auch bei namhaften Gruppenausstellungen, wie beispielsweise bei der IV. Internationalen Biennale der Papierkunst im Leopold-Hoesch-Museum in Düren, Beachtung.
Abgesehen davon sind ihre Arbeiten Bestandteil vieler renommierter Sammlungen wie der Staatsgalerie Stuttgart oder der E. F. Albee Collection, New York.
Im öffentlichen Raum konnte die Künstlerin Werke wie ihre Arbeit „Kuppel“ zur Erinnerung an die Synagoge Heilbronn platzieren.

## Ausstellungen (Auswahl)

### Einzelausstellungen
- 2000: „Raum, Objekt, Zeichen“, Galerie der Stadt Wendlingen
- 2002: „Narcissus und Echo“, Städtische Galerie Ostfildern (mit Klaus Illi)
- 2003: „AUF + AB + ZU“, Künstlerhaus Ulm
- 2003: Museum Waiblingen
- 2004: „Raumgreifend. Objekte und Drucke“, Richard-Haizmann-Museum, Niebüll
- 2006: „LUFTGARTENLUSTGARTEN“, Kunstmuseum Heidenheim (mit Klaus Illi)
- 2006: Verein für aktuelle Kunst / Ruhrgebiet e. V., Oberhausen
- 2006: „Approximation“, Kunstverein Esslingen, Villa Merkel (mit Klaus Illi)
- 2008: „Pflanzenatem“, Kunstverein und Museum Husum (mit Klaus Illi)
- 2016: Farbspeicher/Lichtspeicher, Museum Bad Waldsee

### Gruppenausstellungen
- 1991:	Kunstpreis Junger Westen 1991, Kunsthalle Recklinghausen
- 2002:	"Im Wege stehend IV", Skulpturenausstellung im Stadtraum Schwetzingen
- 2004:	Gabriele-Münter-Preis 2004, Martin-Gropius-Bau, Berlin / Frauenmuseum, Bonn
- 2005:	"A bis Z", Künstlerbund Baden-Württemberg, Städtische Galerie Karlsruhe
- 2005:	"Xylon", Städtische Galerie Reutlingen, Gewerbemuseum Winterthur, Schweiz
- 2005:	Dokumentationszentrum für moderne Kunst, St. Pölten, Österreich
- 2006:	"Xylon", Neue Sächsische Galerie Chemnitz, Museum Landeck, Museum Schwetzingen
- 2009:	"Der Künstlerbund Baden-Württemberg", Villa Merkel, Esslingen
- 2014: "Macht. Wahn. Vision. Rapunzel & Co. Von Türmen und Menschen in der Kunst", Arp Museum Remagen
- 2015:	"Alle!", 60 Jahre Künstlerbund Baden-Württemberg, Städtische Galerie Karlsruhe
- 2015: "Alles Licht", Städtische Galerie Meiningen